# Municipio de Union (condado de Berks)
El municipio de Union (en inglés: Union Township) es un municipio ubicado en el condado de Berks en el estado estadounidense de Pensilvania. En el año 2000 tenía una población de 3.453 habitantes y una densidad poblacional de 57.5 personas por km².

## Geografía
El municipio de Union se encuentra ubicado en las coordenadas 40°15′06″N 75°44′35″O / 40.25167, -75.74306.

## Demografía
Según la Oficina del Censo en 2000 los ingresos medios por hogar en la localidad eran de $54,205 y los ingresos medios por familia eran $61,048. Los hombres tenían unos ingresos medios de $42,685 frente a los $27,901 para las mujeres. La renta per cápita para la localidad era de $26,014. Alrededor del 2,8% de la población estaba por debajo del umbral de pobreza.